# Cratere Tepko
Tepko  è un cratere sulla superficie di Marte.